# 山本眸古
山本 眸古（やまもと ひこ、1963年 - ）はテレビ番組・映画フリーディレクター。

## 経歴
1963年、福津市出身。西南学院大学文学部を卒業。学生時代は演劇の道を志した。西南学院大で作、演出も手掛けた。当時の学生演劇は九州産業大や九州芸術工科大がけん引し、合同公演も活発だった。彼らの姿に圧倒され、山本さんは「この人たちにはかなわない」と演劇を断念する。最も才気を放っていた男が、当時は九産大生の松尾スズキだったという。
福岡市の映像制作会社VSQに入社。最初に手掛けたのは2分半の商品宣伝番組。テレビ西日本の番組「家においでよ!」などを演出。2001年4月からフリーになる。企画を売り込み、各局で次々に番組を手掛けた。先達としてあこがれていた熊本放送の村上雅道、NHKの岩下宏之らと番組を作る。
映画初監督作品の赤坂小梅の伝記映画「小梅姐さん」が福岡市で開かれるアジアフォーカス・福岡国際映画祭で上映された。

## 主な作品
- 「ハイビジョンふるさと発」～有明海に生きるカメラマンの物語～（NHK BShi）
- 「武田鉄矢 母にささげるラストバラード」（TNC特番）
- 「家族のカタチ～母の愛～」（TNC日中韓共同制作特番）
- 「小梅姐さん」（映画）